# Autostade
L'Autostade était un stade situé à Montréal, Québec (Canada), principalement utilisé pour le football canadien.

## Construction
Érigé dans ce qui était autrefois Goose Village, démoli dans le cadre de la planification de l'Exposition universelle de 1967 , l'Autostade a été construit pour devenir le stade et la principale arène sportive de cette exposition. Financé en quasi-totalité par le secteur privé et conçu par les architectes Victor Prus et Maurice Desnoyers dans l'optique de devenir une structure démontable. 
Les travaux de construction débutant en février 1965 avec l’objectif de livrer l’équipement en juin 1966. Les trois paliers de gouvernement s'engagent à défrayer les coûts de construction, initialement estimés à 2,5 millions de dollars, mais réussirent à convaincre l’Association des manufacturiers d’automobiles à commanditer la construction du stade à hauteur de 3 300 000 $. Néanmoins, au fur et à mesure de l’avancement des travaux, la facture ne cessait d’augmenter et le coût final de construction s’est établi à plus ou moins quatre millions de dollars. 

## Usage
L'Autostade est devenu le domicile des Alouettes de Montréal, une équipe de la Ligue canadienne de football. Les Alouettes y jouent de 1968 à 1976, à l'exception de la saison 1972 passée au Stade Percival-Molson. Le 30 novembre 1969 est disputé à l'Autostade la 57e finale de la Coupe Grey, gagnée par les Rough Riders d'Ottawa sur les Roughriders de la Saskatchewan. Le match se déroule sous forte surveillance policière en raison des craintes d'un attentat par le Front de libération du Québec. Il est raconté en 2012 dans le documentaire Engraved on a Nation de John Walker. 
Un grand spectacle appelé « Québec en fête » regroupant 24 des plus grandes vedettes québécoises de la chanson s'est tenu le 22 juin 1973 à l'Autostade.
L'Autostade a aussi été utilisé par l'Olympique de Montréal de la North American Soccer League de 1971 à 1973.
L'architecture du stade s'est vue distinguée à rapport à celle des autres stades : les estrades sont divisées en dix-neuf sections séparées autour du terrain. Quelques-unes des sections de l'enceinte furent adhérées par l'ajout de places supplémentaires pour augmenter sa capacité assise.
Démoli à la fin des années 1970, l'Autostade a été brièvement envisagé par la ville de Montréal comme domicile potentiel des Expos de Montréal avant les débuts de la franchise dans la Ligue majeure de baseball, le maire de l'époque, Jean Drapeau, ayant même présenté un projet d'agrandissement de l'enceinte. Ce projet fut finalement abandonné au profit du Stade Jarry.

## Démolition et déménagement partiel
En 1980, 5 sections de l'Autostade ont été sauvées de la démolition en étant déménagées à la ville de Thetford Mines pour former un nouveau stade de baseball de cette communauté. Les Caisses Desjardins de Thetford Mines contribuent à payer l’achat et le transport.